# Gräberfeld Windschnur
Das Gräberfeld Windschnur aus der Hallstattzeit liegt in der gleichnamigen Flur nahe der Ortschaft Niederrasen (Gemeinde Rasen-Antholz) in Südtirol.

## Grabungsgeschichte
Erste eisenzeitliche Funde wurden bereits in den 1930er Jahren am Galgenbühel, in der Nähe der Windschnur, beobachtet. Dort wurden Reste von Häusern entdeckt. Das dazugehörige Gräberfeld entdeckten Bauarbeiter 1962 beim Bau einer Hochspannungsleitung. In mehreren Grabungskampagnen (1962, 1964, 1966, 1992 und 1996) wurden das Gräberfeld erforscht und dessen erhebliche Ausmaße ersichtlich.

## Gräberfeld
Bisher wurden über 90 Gräber erforscht, wobei noch zahlreiche Grabstellen nicht entdeckt sein dürften. Das bisher ergrabene Gebiet umfasst Gräber des 8. bis 6. Jahrhunderts vor Christus. Die Gräber sind allesamt Urnengräber und in der Hälfte von ihnen finden sich auch Grabbeigaben. Anhand des Gräberfeldes lässt sich eine sehr gute Horizontalstratigraphie erstellen, da sich zahlreiche Grabstellen überschneiden und überlappen. Oft sind ältere Gräber von jüngeren überlagert und bilden abgesonderte Grüppchen. Somit kann man davon ausgehen, dass es auch Sippengräber gab, in denen Familienmitglieder bestattet wurden. 
Eine vermutete oberflächliche Kennzeichnung kann heute nicht mehr nachgewiesen werden, da das Gebiet heute als Acker genutzt wird. Die Grabstellen reichen von einfachen eingetieften Gruben bis zu aufwendigen Grabgruben, die mit Steinen umstellt sind und von einer Steinplatte abgedeckt werden.

## Befunde
Alle Toten wurden verbrannt, allerdings gibt es in der Ausstattung große Unterschiede. Allen Gräbern gemeinsam ist die Graburne mit Deckelgefäß, in welcher der Leichenbrand bestattet wurde. In manchen Gräbern befinden sich zusätzliche Bronzeblechgefäße, wie etwa Trinkschalen oder Schöpfbecken. Unter diesen Gefäßen befindet sich im Grab 38 auch die älteste Gefäßform, die später für die Fritzens-Sanzeno-Kultur charakteristisch werden sollte. Hierbei handelt es sich um eine kleine Schale mit S-förmigem Profil und einem Omphalos (Einbuchtung auf der Unterseite). 
Zudem wurden Fibeln, Beile, Nadeln, Messer und Keramik geborgen. Etwas sonderbar erscheint der Fund von zwei Steigeisen in Grab 44, die eine eventuelle Verbindung mit dem Rieserfernerfund andeuten könnten. Typische Waffen wie Schwerter, Lanzen oder Helme fehlen. Die gefundenen Beile könnte man in diesem Zusammenhang als Arbeitsgeräte interpretieren und das Gräberfeld somit einer bäuerlichen Gesellschaft zuordnen.

## Ausstellung der Funde
Einen Teil der Funde kann man heute im Rathaus der Gemeinde Rasen-Antholz in Niederrasen besichtigen.